# トム・ゴドウィン
トム・ゴドウィン（Thomas William Godwin 、1915年6月6日 - 1980年8月31日）は、アメリカ合衆国のSF作家。 
1950年代から1960年代にかけてパルプ・マガジンで作品を発表した。単にSF作家というよりも、SF史における金字塔的短編「冷たい方程式」の作者として知られている。
脊柱後彎（せきちゅうこうわん、kyphosis）の持病があり、後年はアルコール依存症にも悩まされた。

## 作品リスト

### 長編
- 「宇宙の漂流者」（改題「宇宙のサバイバル戦争」）The Survivors、1958年
- The Space Barbarians、1964年
- Beyond Another Sun、1971年

### 中・短編
- 「発明の母」 Mother of Invention、1953年
- The Gulf Between、1953年
- 「冷たい方程式」 The Cold Equations、1954年
- 「より偉大なるもの」 The Greater Thing、1954年
- You Created Us、1955年
- 「オペラ作戦」 Operation Opera、1956年
- The Harvest、1957年
- The Last Victory、1957年
- My Brother - the Ape、1958年
- The Helpful Hand of God、1961年
- And Devious the Line of Duty、1962年
- The Gentle Captive、1972年
- We'll Walk Again in the Moonlight、1974年
- Social Blunder、1977年
- 「柳が歩き出す前に」 Before Willows Ever Walked、1980年